# Mount Jukkola
Mount Jukkola ist ein rund 1700 m hoher, spitzer und pyramidenförmiger Nunatak im Palmerland auf der Antarktischen Halbinsel.  In den Gutenko Mountains ragt er am südzentralen Rand der Guthridge-Nunatakker auf.
Der United States Geological Survey kartierte ihn 1974. Das Advisory Committee on Antarctic Names benannte ihn 1976 nach Leutnant Lloyd Alvin Jukkola (* 1946) vom Civil Engineer Corps der United States Navy, Leiter der Palmer-Station im Jahr 1973.